# Bukov Vrh, Gorenja vas - Poljane
Bukov Vrh je naselje v Občini Gorenja vas - Poljane.
Bukov Vrh je naselje samotnih kmetij na južnih pobočjih nad Poljansko dolino.
Podružnična cerkev Žalostne Matere božje je znana kot božja pot sv. Sobote. Prvotna gotska cerkev je bila leta 1739 prezidana v baročnem slogu.